# باتريشيا غريني
باتريشيا غريني (بالإنجليزية: Patricia Greene)‏ هي ممثلة بريطانية، ولدت في 1931 في Allenton, Derby ‏ في المملكة المتحدة.

## وصلات خارجية
- باتريشيا غريني على موقع IMDb (الإنجليزية)
- باتريشيا غريني على موقع ميوزك برينز (الإنجليزية)